# Doulougou (departamento)
Doulougou é um departamento ou comuna da província de Bazèga no Burkina Faso. A sua capital é a cidade de Doulougou.
Em 1 de julho de 2018 tinha uma população estimada em 33398 habitantes.